# Scleronotus scabrosus
Scleronotus scabrosus là một loài bọ cánh cứng trong họ Cerambycidae.